# 北京大学信息科学技术学院
北京大学信息科学技术学院，是北京大学的一个学院，成立于2002年9月。第一任院长由何新贵院士担任，现任院长为高文。

## 学院介绍
北京大学信息科学技术学院是由原电子学系、计算机科学技术系、信息科学中心和微电子学研究所于2002年正式组建的，設有電子學系、計算機科學技術學系、微納電子學系、智能科學系。
现有教职员工近400人，其中中国科学院院士3人、中国工程院院士2人；全日制学生近2600人，其中本科生近1300人，研究生1300余人，是北京大学规模最大的教学单位。

## 科研机构
- 基础课教学部
- 软件研究所
- 计算语言学研究所
- 网络与信息系统研究所
- 计算机系统结构研究所
- 物理电子学研究院
- 电子工程研究所
- 微电子学研究院
- 光子与通信技术研究所
- 数字媒体研究所
- 量子电子学研究所
- 信息科学中心

## 名人
- 王选
- 吴全德
- 杨芙清
- 王阳元
- 何新贵
- 王楚
- 李晓明
- 梅宏
- 程旭
- 黄如
- 高文